# Badminton la Jocurile Olimpice de vară din 2024 - dublu feminin
Proba de badminton dublu feminin de la Jocurile Olimpice de vară din 2024 de la Paris a avut loc în perioada 27 iulie-3 august 2024. Aceasta s-a desfășurat la Arena Porte de la Chapelle.

## Formatul competiției
Proba dublu mixt s-a desfășura în 2 faze: faza grupelor și faza eliminatorie. Pentru faza grupelor, perechile au fost împărțite în 4 grupe de câte 4 perechi fiecare. Fiecare grupă s-a jucat după sistemul fiecare cu fiecare. Primele două perechi din fiecare grupă au avansat în faza eliminatorie. Faza eliminatorie a fost un turneu de eliminare desfășurat în trei etape, cu un meci pentru medalia de bronz.
Meciurile s-au jucat după sistemul cel mai bun din trei seturi. Fiecare set s-a jucat până când o echipă a ajuns la 21 de puncte, dar să existe o diferență de 2 puncte, cu excepția cazului în care scorul a ajuns la 30-29.

## Rezultate

### Faza grupelor

#### Grupa A
| Loc | Echipă                                              | MJ | MC | MP | SC | SP | DS | PC  | PP  | DP  | P | Calificare                         |
| --- | --------------------------------------------------- | -- | -- | -- | -- | -- | -- | --- | --- | --- | - | ---------------------------------- |
| 1   | Chen Qingchen / Jia Yifan (CHN)                     | 3  | 3  | 0  | 6  | 0  | +6 | 130 | 102 | +28 | 3 | Calificare în sferturile de finală |
| 2   | Pearly Tan / Thinaah Muralitharan (MAS)             | 3  | 2  | 1  | 4  | 3  | +1 | 139 | 122 | +17 | 2 | Calificare în sferturile de finală |
| 3   | Mayu Matsumoto / Wakana Nagahara (JPN)              | 3  | 1  | 2  | 3  | 4  | -1 | 128 | 139 | -11 | 1 |                                    |
| 4   | Apriyani Rahayu / Siti Fadia Silva Ramadhanti (INA) | 3  | 0  | 3  | 0  | 6  | -6 | 98  | 132 | -34 | 0 |                                    |

| Dată     | Oră   | Echipa 1                                    | Scor | Echipa 2                                    | Set 1 | Set 2 | Set 3 |        |
| -------- | ----- | ------------------------------------------- | ---- | ------------------------------------------- | ----- | ----- | ----- | ------ |
| 27 iulie | 10:10 | Chen Qingchen Jia Yifan                     | 2–0  | Pearly Tan Thinaah Muralitharan             | 21–17 | 22–20 |       | Raport |
| 27 iulie | 11:00 | Mayu Matsumoto Wakana Nagahara              | 2–0  | Apriyani Rahayu Siti Fadia Silva Ramadhanti | 24–22 | 21–15 |       | Raport |
| 28 iulie | 08:30 | Mayu Matsumoto Wakana Nagahara              | 1–2  | Pearly Tan Thinaah Muralitharan             | 21–18 | 15–21 | 16–21 | Raport |
| 28 iulie | 10:10 | Chen Qingchen Jia Yifan                     | 2–0  | Apriyani Rahayu Siti Fadia Silva Ramadhanti | 21–12 | 24–22 |       | Raport |
| 30 iulie | 09:20 | Chen Qingchen Jia Yifan                     | 2–0  | Mayu Matsumoto Wakana Nagahara              | 21–16 | 21–15 |       | Raport |
| 30 iulie | 10:10 | Apriyani Rahayu Siti Fadia Silva Ramadhanti | 0–2  | Pearly Tan Thinaah Muralitharan             | 18–21 | 9–21  |       | Raport |

#### Grupa B
| Loc | Echipă                                 | MJ | MC | MP | SC | SP | DS | PC  | PP  | DP  | P | Calificare                         |
| --- | -------------------------------------- | -- | -- | -- | -- | -- | -- | --- | --- | --- | - | ---------------------------------- |
| 1   | Liu Shengshu / Tan Ning (CHN)          | 3  | 3  | 0  | 6  | 1  | +5 | 145 | 105 | +40 | 3 | Calificare în sferturile de finală |
| 2   | Gabriela Stoeva / Stefani Stoeva (BUL) | 3  | 2  | 1  | 5  | 3  | +2 | 152 | 140 | +12 | 2 | Calificare în sferturile de finală |
| 3   | Yeung Nga Ting / Yeung Pui Lam (HKG)   | 3  | 1  | 2  | 3  | 5  | -2 | 144 | 160 | -16 | 1 |                                    |
| 4   | Annie Xu / Kerry Xu (USA)              | 3  | 0  | 3  | 1  | 6  | -5 | 110 | 146 | -36 | 0 |                                    |

| Dată     | Oră   | Echipa 1                       | Scor | Echipa 2                       | Set 1 | Set 2 | Set 3 |        |
| -------- | ----- | ------------------------------ | ---- | ------------------------------ | ----- | ----- | ----- | ------ |
| 27 iulie | 14:00 | Liu Shengshu Tan Ning          | 2–0  | Annie Xu Kerry Xu              | 21–11 | 21–14 |       | Raport |
| 27 iulie | 14:00 | Yeung Nga Ting Yeung Pui Lam   | 1–2  | Gabriela Stoeva Stefani Stoeva | 11–21 | 23–21 | 15–21 | Raport |
| 28 iulie | 15:40 | Liu Shengshu Tan Ning          | 2–1  | Gabriela Stoeva Stefani Stoeva | 19–21 | 21–10 | 21–16 | Raport |
| 28 iulie | 20:20 | Yeung Nga Ting Yeung Pui Lam   | 2–1  | Annie Xu Kerry Xu              | 24–22 | 17–21 | 21–12 | Raport |
| 30 iulie | 09:20 | Gabriela Stoeva Stefani Stoeva | 2–0  | Annie Xu Kerry Xu              | 21–18 | 21–12 |       | Raport |
| 30 iulie | 10:10 | Liu Shengshu Tan Ning          | 2–0  | Yeung Nga Ting Yeung Pui Lam   | 21–18 | 21–15 |       | Raport |

#### Grupa C
| Loc | Echipă                                  | MJ | MC | MP | SC | SP | DS | PC  | PP  | DP  | P | Calificare                         |
| --- | --------------------------------------- | -- | -- | -- | -- | -- | -- | --- | --- | --- | - | ---------------------------------- |
| 1   | Kim So-yeong / Kong Hee-yong (KOR)      | 3  | 3  | 0  | 6  | 0  | +6 | 134 | 103 | +31 | 3 | Calificare în sferturile de finală |
| 2   | Nami Matsuyama / Chiharu Shida (JPN)    | 3  | 2  | 1  | 4  | 2  | +2 | 130 | 105 | +25 | 2 | Calificare în sferturile de finală |
| 3   | Setyana Mapasa / Angela Yu (AUS)        | 3  | 1  | 2  | 2  | 4  | -2 | 103 | 109 | -6  | 1 |                                    |
| 4   | Tanisha Crasto / Ashwini Ponnappa (IND) | 3  | 0  | 3  | 0  | 6  | -6 | 76  | 126 | -50 | 0 |                                    |

| Dată     | Oră   | Echipa 1                        | Scor | Echipa 2                        | Set 1 | Set 2 | Set 3 |        |
| -------- | ----- | ------------------------------- | ---- | ------------------------------- | ----- | ----- | ----- | ------ |
| 27 iulie | 20:20 | Kim So-yeong Kong Hee-yong      | 2–0  | Tanisha Crasto Ashwini Ponnappa | 21–18 | 21–10 |       | Raport |
| 27 iulie | 20:20 | Nami Matsuyama Chiharu Shida    | 2–0  | Setyana Mapasa Angela Yu        | 21–18 | 21–14 |       | Raport |
| 29 iulie | 09:20 | Nami Matsuyama Chiharu Shida    | 2–0  | Tanisha Crasto Ashwini Ponnappa | 21–11 | 21–12 |       | Raport |
| 29 iulie | 10:10 | Kim So-yeong Kong Hee-yong      | 2–0  | Setyana Mapasa Angela Yu        | 21–12 | 21–17 |       | Raport |
| 30 iulie | 14:00 | Nami Matsuyama Chiharu Shida    | 0–2  | Kim So-yeong Kong Hee-yong      | 22–24 | 24–26 |       | Raport |
| 30 iulie | 14:50 | Tanisha Crasto Ashwini Ponnappa | 0–2  | Setyana Mapasa Angela Yu        | 15–21 | 10–21 |       | Raport |

#### Grupa D
| Loc | Echipă                                              | MJ | MC | MP | SC | SP | DS | PC  | PP  | DP  | P | Calificare                         |
| --- | --------------------------------------------------- | -- | -- | -- | -- | -- | -- | --- | --- | --- | - | ---------------------------------- |
| 1   | Maiken Fruergaard / Sara Thygesen (DEN)             | 3  | 3  | 0  | 6  | 2  | +4 | 160 | 146 | +14 | 3 | Calificare în sferturile de finală |
| 2   | Baek Ha-na / Lee So-hee (KOR)                       | 3  | 2  | 1  | 5  | 2  | +3 | 137 | 93  | +44 | 2 | Calificare în sferturile de finală |
| 3   | Jongkolphan Kititharakul / Rawinda Prajongjai (THA) | 3  | 1  | 2  | 3  | 5  | -2 | 140 | 158 | -18 | 1 |                                    |
| 4   | Margot Lambert / Anne Tran (FRA)                    | 3  | 0  | 3  | 1  | 6  | -5 | 98  | 138 | -40 | 0 |                                    |

| Dată     | Oră   | Echipa 1                                    | Scor | Echipa 2                                    | Set 1 | Set 2 | Set 3 |        |
| -------- | ----- | ------------------------------------------- | ---- | ------------------------------------------- | ----- | ----- | ----- | ------ |
| 27 iulie | 20:20 | Baek Ha-na Lee So-hee                       | 1–2  | Maiken Fruergaard Sara Thygesen             | 18–21 | 21–9  | 14–21 | Raport |
| 27 iulie | 22:00 | Jongkolphan Kititharakul Rawinda Prajongjai | 2–1  | Margot Lambert Anne Tran                    | 12–21 | 21–13 | 21–15 | Raport |
| 29 iulie | 14:50 | Baek Ha-na Lee So-hee                       | 2–0  | Margot Lambert Anne Tran                    | 21–13 | 21–8  |       | Raport |
| 29 iulie | 19:30 | Jongkolphan Kititharakul Rawinda Prajongjai | 1–2  | Maiken Fruergaard Sara Thygesen             | 22–20 | 21–23 | 22–24 | Raport |
| 30 iulie | 21:10 | Baek Ha-na Lee So-hee                       | 2–0  | Jongkolphan Kititharakul Rawinda Prajongjai | 21–9  | 21–12 |       | Raport |
| 30 iulie | 21:10 | Margot Lambert Anne Tran                    | 0–2  | Maiken Fruergaard Sara Thygesen             | 16–21 | 12–21 |       | Raport |

### Faza eliminatorie
|  | Sferturi de finală                          | Sferturi de finală                          | Sferturi de finală                          | Sferturi de finală                          | Sferturi de finală |                                     |                                     | Semifinale                               | Semifinale                               | Semifinale | Semifinale | Semifinale                                  |                                             |                                | Meciul pentru medalia de aur   | Meciul pentru medalia de aur   | Meciul pentru medalia de aur   | Meciul pentru medalia de aur | Meciul pentru medalia de aur |  |
|  |                                             |                                             |                                             |                                             |                    |                                     |                                     |                                          |                                          |            |            |                                             |                                             |                                |                                |                                |                                |                              |                              |  |
|  | Chen Qingchen (CHN) Jia Yifan (CHN)         | Chen Qingchen (CHN) Jia Yifan (CHN)         | 21                                          | 21                                          |                    |                                     |                                     |                                          |                                          |            |            |                                             |                                             |                                |                                |                                |                                |                              |                              |  |
|  | Chen Qingchen (CHN) Jia Yifan (CHN)         | Chen Qingchen (CHN) Jia Yifan (CHN)         | 21                                          | 21                                          |                    |                                     |                                     |                                          |                                          |            |            |                                             |                                             |                                |                                |                                |                                |                              |                              |  |
|  | Gabriela Stoeva (BUL) Stefani Stoeva (BUL)  | Gabriela Stoeva (BUL) Stefani Stoeva (BUL)  | 15                                          | 8                                           |                    |                                     |                                     |                                          |                                          |            |            |                                             |                                             |                                |                                |                                |                                |                              |                              |  |
|  | Gabriela Stoeva (BUL) Stefani Stoeva (BUL)  | Gabriela Stoeva (BUL) Stefani Stoeva (BUL)  | 15                                          | 8                                           |                    | Chen Qingchen (CHN) Jia Yifan (CHN) | Chen Qingchen (CHN) Jia Yifan (CHN) | 21                                       | 18                                       | 21         |            |                                             |                                             |                                |                                |                                |                                |                              |                              |  |
|  |                                             |                                             |                                             |                                             |                    | Chen Qingchen (CHN) Jia Yifan (CHN) | Chen Qingchen (CHN) Jia Yifan (CHN) | 21                                       | 18                                       | 21         |            |                                             |                                             |                                |                                |                                |                                |                              |                              |  |
|  |                                             |                                             | Pearly Tan (MAS) Thinaah Muralitharan (MAS) | Pearly Tan (MAS) Thinaah Muralitharan (MAS) | 12                 | 21                                  | 15                                  |                                          |                                          |            |            |                                             |                                             |                                |                                |                                |                                |                              |                              |  |
|  | Kim So-yeong (KOR) Kong Hee-yong (KOR)      | Kim So-yeong (KOR) Kong Hee-yong (KOR)      | Pearly Tan (MAS) Thinaah Muralitharan (MAS) | Pearly Tan (MAS) Thinaah Muralitharan (MAS) | 12                 | 21                                  | 15                                  | 12                                       | 13                                       |            |            |                                             |                                             |                                |                                |                                |                                |                              |                              |  |
|  | Kim So-yeong (KOR) Kong Hee-yong (KOR)      | Kim So-yeong (KOR) Kong Hee-yong (KOR)      |                                             |                                             |                    |                                     |                                     |                                          |                                          |            |            |                                             |                                             |                                |                                |                                |                                |                              |                              |  |
|  | Pearly Tan (MAS) Thinaah Muralitharan (MAS) | Pearly Tan (MAS) Thinaah Muralitharan (MAS) | 21                                          | 21                                          |                    |                                     |                                     |                                          |                                          |            |            |                                             |                                             |                                |                                |                                |                                |                              |                              |  |
|  | Pearly Tan (MAS) Thinaah Muralitharan (MAS) | Pearly Tan (MAS) Thinaah Muralitharan (MAS) | 21                                          | 21                                          |                    | Chen Qingchen (CHN) Jia Yifan (CHN) | Chen Qingchen (CHN) Jia Yifan (CHN) | 22                                       | 21                                       |            |            |                                             |                                             |                                |                                |                                |                                |                              |                              |  |
|  |                                             |                                             |                                             |                                             |                    |                                     |                                     |                                          |                                          |            |            |                                             |                                             |                                |                                |                                |                                |                              |                              |  |
|  |                                             |                                             | Liu Shengshu (CHN) Tan Ning (CHN)           | Liu Shengshu (CHN) Tan Ning (CHN)           | 20                 | 15                                  |                                     |                                          |                                          |            |            |                                             |                                             |                                |                                |                                |                                |                              |                              |  |
|  | Baek Ha-na (KOR) Lee So-hee (KOR)           | Baek Ha-na (KOR) Lee So-hee (KOR)           | Liu Shengshu (CHN) Tan Ning (CHN)           | Liu Shengshu (CHN) Tan Ning (CHN)           | 20                 | 15                                  | 9                                   | 13                                       |                                          |            |            |                                             |                                             |                                |                                |                                |                                |                              |                              |  |
|  | Baek Ha-na (KOR) Lee So-hee (KOR)           | Baek Ha-na (KOR) Lee So-hee (KOR)           |                                             |                                             |                    |                                     | 9                                   | 13                                       |                                          |            |            |                                             |                                             |                                |                                |                                |                                |                              |                              |  |
|  | Liu Shengshu (CHN) Tan Ning (CHN)           | Liu Shengshu (CHN) Tan Ning (CHN)           | 21                                          | 21                                          |                    |                                     |                                     |                                          |                                          |            |            |                                             |                                             |                                |                                |                                |                                |                              |                              |  |
|  | Liu Shengshu (CHN) Tan Ning (CHN)           | Liu Shengshu (CHN) Tan Ning (CHN)           | 21                                          | 21                                          |                    | Liu Shengshu (CHN) Tan Ning (CHN)   | Liu Shengshu (CHN) Tan Ning (CHN)   | 21                                       | 21                                       |            |            |                                             | Meciul pentru medalia de bronz              | Meciul pentru medalia de bronz | Meciul pentru medalia de bronz | Meciul pentru medalia de bronz | Meciul pentru medalia de bronz |                              |                              |  |
|  |                                             |                                             |                                             |                                             |                    | Liu Shengshu (CHN) Tan Ning (CHN)   | Liu Shengshu (CHN) Tan Ning (CHN)   | 21                                       | 21                                       |            |            |                                             |                                             |                                |                                |                                |                                |                              |                              |  |
|  |                                             |                                             | Nami Matsuyama (JPN) Chiharu Shida (JPN)    | Nami Matsuyama (JPN) Chiharu Shida (JPN)    | 16                 | 19                                  |                                     |                                          |                                          |            |            |                                             |                                             |                                |                                |                                |                                |                              |                              |  |
|  | Nami Matsuyama (JPN) Chiharu Shida (JPN)    | Nami Matsuyama (JPN) Chiharu Shida (JPN)    | Nami Matsuyama (JPN) Chiharu Shida (JPN)    | Nami Matsuyama (JPN) Chiharu Shida (JPN)    | 16                 | 19                                  | 21                                  | 21                                       |                                          |            |            | Pearly Tan (MAS) Thinaah Muralitharan (MAS) | Pearly Tan (MAS) Thinaah Muralitharan (MAS) | 11                             | 11                             |                                |                                |                              |                              |  |
|  | Nami Matsuyama (JPN) Chiharu Shida (JPN)    | Nami Matsuyama (JPN) Chiharu Shida (JPN)    |                                             |                                             |                    |                                     |                                     |                                          |                                          |            |            | Pearly Tan (MAS) Thinaah Muralitharan (MAS) | Pearly Tan (MAS) Thinaah Muralitharan (MAS) | 11                             | 11                             |                                |                                |                              |                              |  |
|  | Maiken Fruergaard (DEN) Sara Thygesen (DEN) | Maiken Fruergaard (DEN) Sara Thygesen (DEN) | 7                                           | 12                                          |                    |                                     |                                     | Nami Matsuyama (JPN) Chiharu Shida (JPN) | Nami Matsuyama (JPN) Chiharu Shida (JPN) | 21         | 21         |                                             |                                             |                                |                                |                                |                                |                              |                              |  |